# John Zerzan
John Zerzan (* 10. srpna 1943 Salem, Oregon) je americký anarchistický filozof a historik s českými kořeny (pradědeček i prababička se narodili na Moravě). Je představitelem anarchoprimitivismu a „postlevicového“ anarchismu, který odmítá spojení anarchismu s tradiční politickou levicí. Kritizuje zemědělství a domestikaci jakožto prapočátek násilné a vykořisťovatelské společnosti a žádá návrat ke společnosti lovců a sběračů. Odmítá stroje, bývá někdy označován za neo-luddistu. Jeho postoje kritizoval z lůna anarchismu Murray Bookchin. Mediálně se Zerzan proslavil jako důvěrník teroristy Theodora Kaczynského známého pod přezdívkou Unabomber.
Jeho pět stěžejních knih je: Elements of Refusal (1988), Future Primitive and Other Essays (1994), Running on Emptiness (2002), Against Civilization: Readings and Reflections (2005) a Twilight of the Machines (2008).
Přijal bakalářský titul na Stanfordově univerzitě a později přijal magisterský titul z oboru historie na Sanfranciské státní univerzitě.